# Liste des modes de transmission radioamateurs
Cette liste des modes de fonctionnement radioamateur est une liste des modes de transmissions les plus couramment utilisés par les opérateurs radioamateurs.

## Modes analogiques
- AM, modulation d'amplitude (Amplitude Modulation)
- AMR, modulation d'amplitude équivalente (Amplitude Modulation Equivalent)
- BLU, bande latérale unique ou SSB (Single SideBand)
- CW (Continuous wave). Pour ce mode, on utilise le code Morse.
- DSB, double bande latérale à porteuse supprimée (Double Side Band)
- FM, modulation de fréquence (Frequency Modulation)
- ISB, bande latérale indépendante (Independent SideBand)
- PM, modulation de phase (Phase Modulation)
- QAM, modulation d'amplitude en quadrature (Quadrature Amplitude Modulation)

## Modes pour la transmission d'images
- ATV, télévision amateur (Amateur Television)
- SSTV, télévision à balayage lent (Slow Scan Television)
- Facsimile, fax

## Modes numériques
La plupart des modes numériques amateurs sont transmis par insertion d'un signal audio dans l'entrée microphone de l'émetteur et utilise ainsi une chaîne analogique jusqu'à l'émission en AM, FM ou BLU.
- ALE, Automatic Link Establishment
- AMTOR, Amateur Teleprinting Over Radio
- CCK, Complementary Code Keying
- Discrete multi-tone modulation, modes comme MT63 (Multi Tone 63)
- D-STAR
- Echolink
- Étalement de spectre
  - DSSS (Direct Sequence Spread Spectrum)
  - FHSS, Frequency-hopping spread spectrum
- FSK, modulation par déplacement de fréquence
- Hellschreiber, également appelé Feld-Hell ou Hell (Frequency-Shift Keying)
- MSK, Minimum-shift keying
- OFDM, Orthogonal Frequency Division Multiplexing
- Packet radio, AX25
  - APRS, Automatic Packet Reporting System
- PACTOR
- PSK, Phase Shift Keying
- RTTY, Radiotélétype
- SITOR, Simplex Teletype Over Radio
- 8FSK, 8ary Frequency Shift Keying

## Modes par activité
Les « modes » suivants ne sont pas des systèmes de modulations à proprement parler mais doivent plutôt être classés comme des types de communication.
- EME, Reflexion sur la Lune (Earth–Moon–Earth)
- IRLP, Internet Radio Linking Project
- OSCAR, Orbiting Satellite Carrying Amateur Radio. Trafic sur les satellites radioamateurs.
- Trafic QRP

## Sources
- (en) Cet article est partiellement ou en totalité issu de l’article de Wikipédia en anglais intitulé « List of amateur radio modes » (voir la liste des auteurs).
- (en) http://www.ac6v.com/opmodes.htm